# Kamienne (Kwieciszowice)
Kamienne (niem. Steinhäuser) – nieoficjalna kolonia wsi Kwieciszowice w Polsce, położona w województwa dolnośląskiego, w powiecie lwóweckim, w gminie Mirsk.
W latach 1975–1998 Kamienne administracyjnie należało do województwa jeleniogórskiego (wcześniej do województwa wrocławskiego).

## Położenie
Przysiółek leży przy drodze pomiędzy Kwieciszowicami a Małą Kamienicą (Sosnką) na granicy powiatów: lwóweckiego i karkonoskiego (i zarazem gmin: Mirsk i Stara Kamienica).
Miejscowość położona jest na wysokości ok. 420 – 430 m n.p.m..

## Historia

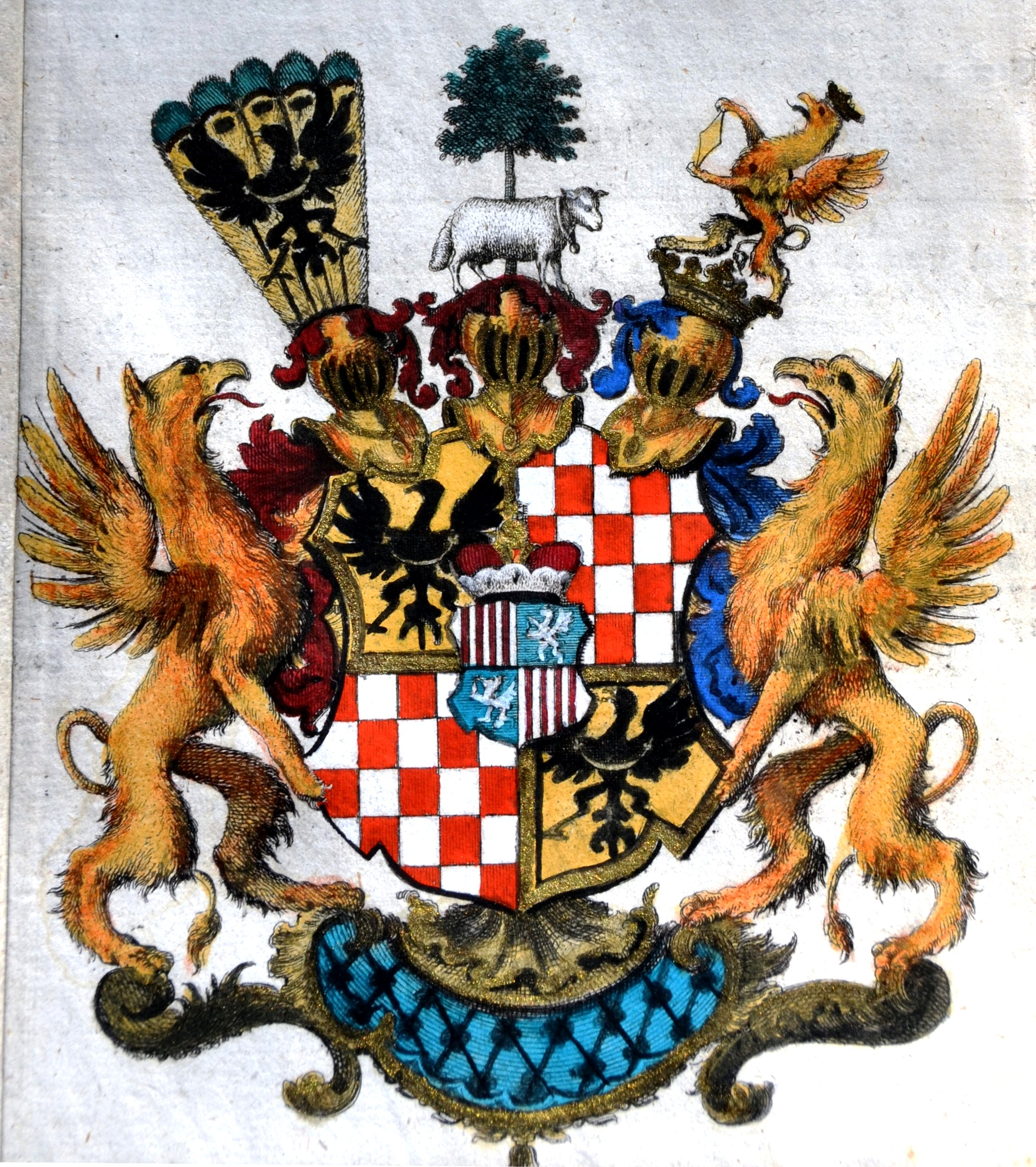
Herb rodu von Schaffgotsch.

Kamienne powstało jako kolonia lub przysiółek Kwieciszowic ok. 1700 r., gdy wchodziło w skład dóbr ziemskich rodu von Schaffgotschów. Od 1. poł. XVIII w. znajdowała się tam karczma, której budynek zachował się do czasów współczesnych.
Do 1945 roku wieś znajdowała się w granicach Niemiec i nosiła nazwę Steinhäuser. Po zakończeniu II wojny światowej przysiółek znalazł się w granicach Polski i nadano mu nazwę Kamienne.

### Zabudowania
Liczba domów:
- 1840 r. – 9 domów
- 1978 r. – 6 gospodarstw rolnych